# 11520 Fromm
11520 Fromm è un asteroide della fascia principale. Scoperto nel 1991, presenta un'orbita caratterizzata da un semiasse maggiore pari a 2,2851740 au e da un'eccentricità di 0,0965847, inclinata di 5,58138° rispetto all'eclittica.
L'asteroide è dedicato allo psicoanalista tedesco Erich Fromm.